# Minacraga
Minacraga är ett släkte av fjärilar. Minacraga ingår i familjen Dalceridae.
Kladogram enligt Catalogue of Life:
| Minacraga | \| \| Minacraga disconitens \| \| \| \| \| \| Minacraga indiscata \| \| \| \| |
|           | \| \| Minacraga disconitens \| \| \| \| \| \| Minacraga indiscata \| \| \| \| |
|           | Acraga                                                                        |
|           |                                                                               |
|           | Acragopsis                                                                    |
|           |                                                                               |
|           | Anacraga                                                                      |
|           |                                                                               |
|           | Ca                                                                            |
|           |                                                                               |
|           | Dalargentina                                                                  |
|           |                                                                               |
|           | Dalcera                                                                       |
|           |                                                                               |
|           | Dalcerides                                                                    |
|           |                                                                               |
|           | Dalcerina                                                                     |
|           |                                                                               |
|           | Minacragides                                                                  |
|           |                                                                               |
|           | Minonoa                                                                       |
|           |                                                                               |
|           | Paracraga                                                                     |
|           |                                                                               |
|           | Protacraga                                                                    |
|           |                                                                               |
|           | Zadalcera                                                                     |
|           |                                                                               |
|           | Zikanyrops                                                                    |
|           |                                                                               |
|           | Minacraga disconitens                                                         |
|           |                                                                               |
|           | Minacraga indiscata                                                           |
|           |                                                                               |

|  | Minacraga disconitens |
|  |                       |
|  | Minacraga indiscata   |
|  |                       |